# HK Aktobe
HK Aktobe (ros. ХК Актобе) – kazachski klub hokeja na lodzie z siedzibą w Aktobe.
Klub został zorganizowany we wrześniu 2018. W 2019 drużyna zwyciężyła w Młodzieżowej Hokejowej Lidze Republiki Kazachstanu „Żastar”. W czerwcu tego roku poinformowano o zgłoszeniu zespołu do seniorskich rozgrywek mistrzowskiej ligi kazachskiej do sezonu 2019/2020. Głównym trenerem został wtedy Siergiej Miroszniczenko, asystentem Rinat Omarbiekow, a rolę trenera nadzorcy objął Słowak Július Pénzeš. W 2020 szkoleniowcem został Aleksiej Korszkow.
Lodowisko klubu otwarto 7 października 2018.